# Simone Bonomi
Simone Bonomi (Milano, 8 novembre 1980) è un allenatore di calcio ed ex calciatore italiano, di ruolo difensore, collaboratore tecnico della nazionale slovacca.

## Carriera
Dopo aver giocato nelle categorie minori, nel 2002 è approdato al Siena dove disputa 5 presenze nella stagione cadetta che condurrà alla promozione dei senesi in A.
Ha esordito in Serie A con la maglia del Siena il 25 ottobre 2003 in Siena-Lecce (2-1) disputando complessivamente 5 partite in quell'annata; in seguito ha collezionato altri 2 gettoni in massima serie in forza al Chievo Verona.
Successivamente ha indossato le maglie di Napoli, Hellas Verona, Crotone e Bari, prima di approdare al Perugia.
Ha militato nell'Alessandria, in Lega Pro Prima Divisione, prima di passare al Sorrento.

## Calcioscommesse
Il 6 giugno 2013, Bonomi viene deferito dalla Procura Federale riguardo allo scandalo che lo vede protagonista ai tempi in cui giocava al Bari per alcune partite truccate che lo vedono coinvolto.
Il 16 luglio 2013, il calciatore viene condannato in primo grado dalla Commissione Disciplinare Nazionale della FIGC a 3 anni e 6 mesi di squalifica, pena confermata, poi, anche in appello.
Nell'ottobre 2015 la seconda sezione penale della Corte d'appello di Bari lo ha assolto "per non aver commesso il fatto".

## Palmarès

### Club

#### Competizioni nazionali
- Campionato italiano di Serie B: 2

Siena: 2002-2003
Bari: 2008-2009
- Coppa Italia Serie C: 1

Prato: 2000-2001

#### Competizioni giovanili
- Torneo di Viareggio: 1

Milan: 1999